# Фотоэпиляция
Фотоэпиляция — один из способов удаления волос при помощи высокоимпульсного света. Методика основана на том, что пигмент волоса — меланин, который сосредоточен в стержне и волосяном фолликуле, способен поглощать световые волны. Под действием тепловых волн кровь в капиллярах, которые питают луковицу, сворачивается, в результате чего волосяная фолликула лишается питательных веществ и погибает, а волос отпадает.

## Механизм воздействия
Первоначально подобие фотоэпиляции применялось древними греками, которые использовали для удаления волос на теле посредством их «выжигания» сфокусированные линзой солнечные лучи.
При поглощении энергии света волосяными стержнями в подкожных тканях происходят различные реакции, главная из которых — термическая. В результате происходит нагрев ткани до высокой температуры, которая и приводит к разрушению волоса и волосяной фолликулы. Поэтому процесс фотоэпиляции называют термолизом (термо — температура, лизис — разрушение), а с научной точки зрения фотоэпиляцию правильно называть фототермолизом.
Поглощение волн света происходит с различной интенсивностью, и зависит от цвета волос. Цвет волоса зависит от содержания в нём меланина, который содержится в волосе и волосяной фолликуле. Чем темнее цвет волос, тем больше в нём меланина.
Поэтому при фотоэпиляции применяется источник с такой световой волной, которая наибольшим образом поглощается меланином и наименьшим — другими пигментами, которые, так или иначе, присутствуют в коже. Такое избирательное воздействие принято называть селективным фототермолизом.
При селективном фототермолизе волосы нагреваются до 70-80 градусов по Цельсию, погибают все клетки волосяного фолликула, в том числе клетки волосяного сосочка, поэтому рост волос не возобновляется. В других случаях волосяной фолликул не уничтожается, но значительно повреждается, в результате чего происходит его атрофия, нарушается естественный цикл роста волоса, уменьшается его толщина и степень пигментации.

## Эффект и преимущества фотоэпиляции
Эффект после процедуры продолжается ещё некоторое время после непосредственного воздействия, поэтому волосы не растут гораздо дольше, чем при аналогичных процедурах. Другими преимуществами фотоэпиляции являются:
- бесконтактный способ воздействия;
- минимальное повреждение кожных покровов;
- полное исключение возможности инфицирования;
- высокая скорость процедуры (один сеанс занимает от 5 до 30 минут);
- «омоложение» кожи (принцип действия при фотоэпиляции и фотоомоложении схож) — активизируется выработка коллагена, кожа разглаживается и восстанавливается.

При помощи фотоэпиляции можно удалять практические любые типы волос, за исключением седых и очень светлых, что объясняется отсутствием меланина в них.
Для достижения видимого эффекта — полного удаления волос понадобится от 3 до 7 сеансов. Однако уже после первого сеанса фотоэпиляции волосы начинают интенсивно выпадать, а вновь отросшие — более редкие и тонкие.

## Противопоказания фотоэпиляции
У фотоэпиляции, так же как и у лазерной эпиляции есть ряд противопоказаний, которые следует принимать во внимание перед началом процедур, в том числе:
- острые аллергические реакции кожи;
- обострение хронических заболеваний (экзема, псориаз, красный плоский лишай, ихтиозы, атопический дерматит, красная волчанка, склеродермия, пузырные дерматозы, коллагенозы, васкулиты, дисхромии)
- ишемическая болезнь сердца и гипертония;
- герпес на стадии обострения;
- варикозное расширение вен;
- келоидная болезнь;
- новообразования на коже, злокачественные опухоли;
- острые инфекционные заболевания;
- паразитарные болезни (гельминтозы, дерматозоонозы).

## Осложнения после фотоэпиляции
Ожоги. Возникают при обработке загорелой кожи, в которой высокое содержание меланина, а также тонкой, сухой, чувствительной кожи при наложении световых импульсов и высокой плотности потока световой энергии.
Фолликулиты. Возникает у людей, страдающих гипергидрозом, а также у тех, кто злоупотребляет водными процедурами (бассейн, сауны, бани) в первые дни после сеанса фотоэпиляции.
Акнеформные реакции. С наибольшей вероятностью появляются у молодых пациентов с тёмным цветом кожи. Чаще всего угреподобные высыпания проходят без лечения в течение недели.
Обострение герпетической инфекции. Характерно в тех случаях, когда у пациентов ранее выступал герпес на обработанном участке кожи. Для предотвращения этого косметологи рекомендуют приём противовирусных препаратов за несколько дней до предполагаемого проведения процедуры.
Аллергические реакции. Возникают у людей, склонных к аллергии на солнечные лучи или на применяемые в ходе фотоэпиляции анестетики. Проявляются в виде дерматитов различных форм, крапивницы, и сопровождаются зудом.
Поражение глаз, снижение остроты зрения. Возможно лишь в том случае, если пациенты во время сеанса не использовали специальные средства защиты (специальные очки, металлические контактные линзы). Чаще всего возникает при фотоэпиляции в области бровей.
Нарушение пигментации кожи. Возникает вследствие ожогов кожи и проявляется в виде светлых пятен на тёмной коже.
Рубцы (атрофические, гипертрофические, нормотрофические, келоидные). Являются следствием ожогов кожи и чаще всего образуются на шее и нижнечелюстной области.
Парадоксальный гипертрихоз. Усиление эффекта роста волос, как правило, наблюдается на лице и шее и на границе обработанных и необработанных участков. Такое явление вызвано недостаточной плотностью светового потока, когда вместо разрушения волосяного фолликула происходит стимуляция их роста.
Поседение волос. На практике возникает крайне редко. В этом случае на месте естественных волос начинают расти седые.
Гипергидроз, бромгидроз (нарушение потоотделения на обработанной ранее области). Объясняется тем, что во время повреждения волосяных фолликул повреждаются и потовые железы.
Сразу после процедуры возникают такие эффекты как отёчность и краснота обработанных участков кожи. Это сопровождается болезненными ощущениями. Продолжительность таких эффектов зависит от  интенсивности потока световой энергии, использованного при эпиляции и от цвета, густоты и толщины волос. В случае, если дискомфорт не проходит в течение пары часов, используется локальное охлаждение, обезболивающие средства (включая инъекционное введение анестетиков). Реабилитационный период после фотоэпиляции длится около 5-7 дней. В течение этого периода лучше исключить использование косметики, нельзя посещать бассейн, сауну, баню.